# جانتشي كاجوكا
جانتشي كاجوكا (باليابانية: 梶岡 潤一) هو ممثل ياباني، ولد في 28 يناير 1970 بهيوغو في اليابان.

## الحياة الشخصية
ولد في مدينة أكاشي ، محافظة هيوغو، وانتقل إلى مدينة كوبه. تخرج من قسم إدارة الأعمال، جامعة طوكيو
وفي عام 1995، علق أعماله في اليابان وانتقل الى الصين بمفرده، حيث بدأ تعلم اللغة الصينية والعيش في بكين. وفي ذلك الوقت، عندما كان من الشائع أن يلعب الممثلون الصينيون أدواراً يابانية في الأفلام والدراما المنتجة في الصين، التحق بالأكاديمية المركزية للدراما وأكاديمية بكين للسينما،[بحاجة لمصدر] وكان قادراً على التحدث باللغة الصينية محلياً ، وبدأ العمل كرائد بين الممثلين اليابانيين.

## المسار المهني
أثناء دراسته في قسم التمثيل بالأكاديمية المركزية للفنون المسرحية زهانغ التي أنتجت العديد من الممثلين أتيحت له الفرصة من أجل لعب الدور الرئيسي في مسلسل درامي تلفزيوني على تلفزيون الصين المركزي. لكن تم تأجيل التصوير فجأة، ليكون بذلك أول ظهور سينمائي له في فيلم المخرج كانغ وين بعنوان "لقد جاء الشيطان"
حيث تم أختياره لتجسيد دور رقيب أول ياباني.
وبعد سنوات من الإستقرار في الصين قرر كاجوكا الإنتقال الى لندن ومواصلة عمله الفني، أشترك مع كيانو ريفز في فيلم 47 رونين من العام 2013، كما شارك في فيلم "Specter 007" من العام 2015 وفيلم "Taking stock" من ذات العام،
كما شارك في مهرجانات سينمائية دولية في مختلف البلدان، وفي عام 2012 تم ترشيحه لجائزة أفضل ممثل عن الفيلم البريطاني " ملك الحياة " بطولة كاجيوكا، والذي تم عرضه في مهرجان ثوروك السينمائي الدولي في المملكة المتحدة، وفي عام 2013 تم ترشيحه مرة أخرى لجائزة أفضل ممثل
كما عمل عضوًا في لجنة تحكيم المهرجانات السينمائية الدولية حول العالم، وفي عام 2013 ، تمت دعوته رسميًا إلى مهرجان إمفال السينمائي الدولي في الهند كضيف شرف. وفي نفس المهرجان، كان الفيلم الافتتاحي هو الفيلم البريطاني " تشيلو " بطولة كاجيوكا ، كما تم عرض فيلمين آخرين من بطولة كاجيوكا هما " ملك الحياة " و" السمك " في نفس الوقت.
كما عمل أيضًا في لجنة التحكيم في مهرجان فان السينمائي الدولي لعام 2015 في تركيا.
كمخرج، واصل إنشاء أعمال تربط بين المجتمعات عبر الحدود، تحت شعار "ربط البلدان والشعوب ببعضها البعض"، وعمل مع اليابانيين الذين حققوا إنجازات عظيمة في الخارج، مثل تشيوني سوغيهارا وناتسوم سوسيكي، وأول ظهور له كمخرج، إمفال 1944، الذي يستند إلى قصة المصالحة بعد الحرب بين الجنود البريطانيين واليابانيين، والتي قد كتبها ماساو هيراكوبو. حيث لعب دور البطولة في الفيلم بنفسه الى جانب الإنتاج والكتابة. في يونيو من نفس العام ،
تمت دعوة صناع وأبطال الفيلم رسمياً لحضور حفل إحياء الذكرى السبعين لعملية إمفال الذي أقيم في مانيبور بالهند، وتم عرضه لأول مرة بعد أن ألقى كاجيوكا نفسه خطابًا نيابة عن الشعب الياباني الى جانب السفير كاوامورا. وهو أول فيلم درامي يتناول عملية إمفال. في ديسمبر من نفس العام ،
تم اختيار الفيلم ليكون الفيلم الختامي في مهرجان موناكو السينمائي الدولي ،وفاز في نفس الوقت بجائزة أفضل سيناريو قصير وجائزة أفضل منتج قصير.
كما تم ترشيحه لجائزة أفضل ممثل في مهرجان نيس السينمائي الدولي ومهرجان أوروبا الغربية السينمائي الدولي. في عام 2015 ، فاز بجائزتي أفضل ممثل مساعد في موناكو ولوس أنجلوس عن دوره في الفيلم.

## أعمال

### أفلام
- (2013) 47 رونين
- (2015) طيف[4][5][6]

## وصلات خارجية
- جانتشي كاجوكا على موقع IMDb (الإنجليزية)
- جانتشي كاجوكا على موقع قاعدة بيانات الفيلم (الإنجليزية)